# Placerville (Californie)
Pour les articles homonymes, voir Placerville.
Placerville est une ville de Californie, siège du comté d'El Dorado, aux États-Unis. Sa population est de 10 389 habitants lors du recensement de 2010.

## Histoire
Après avoir été connue sous le nom de Dry Diggins pendant la ruée vers l'or, la petite ville s'est incorporée en municipalité en 1854 et est devenue le siège du comté d’El Dorado en 1857.

## Personnalité liée à la ville
Philip Armour (1832-1901), homme d'affaires américain.

## Démographie
| 1860  | 1870  | 1880  | 1890  | 1900  | 1910  |
| ----- | ----- | ----- | ----- | ----- | ----- |
| 2 466 | 1 562 | 1 951 | 1 690 | 1 748 | 1 914 |

| 1920  | 1930  | 1940  | 1950  | 1960  | 1970  |
| ----- | ----- | ----- | ----- | ----- | ----- |
| 1 650 | 2 322 | 3 064 | 3 749 | 4 439 | 5 416 |

| 1980  | 1990  | 2000  | 2010   | - | - |
| ----- | ----- | ----- | ------ | - | - |
| 6 739 | 8 355 | 9 610 | 10 389 | - | - |

## Jumelages
Warabi (Japon)

## Source
- (en) Cet article est partiellement ou en totalité issu de l’article de Wikipédia en anglais intitulé « Placerville, California » (voir la liste des auteurs).

1. ↑  « Statistiques des États-Unis - Californie - Profils des communautés de 2010 » (consulté en novembre 2020)